# Verónica Leite
Verónica Leite (Montevideo, 27 de noviembre de 1969) es una escritora de literatura infantil e ilustradora de libros de cuentos y novelas de diversos escritores. También escribe  sus propias historietas y cuentos ilustrados. Ha participado en la Bienal de Ilustraciones de Bratislava (Eslovaquia) y en la de TIBI 99 ( 4° Bienal Internacional de Teherán de Ilustraciones, Irán) así como en el Concurso y Muestra  Latino americana de Ilustraciones.

## Libros que ilustró
- Había una vez un tirano de Ana María Machado.
- Libruras de Ana María Bavos.
- Lucas, el fantástico de Roy Berocay.
- El "chou" de los lagartos de Federico Roca .
- La familia de Tana de Aline Pettersson.
- La serie de los libros niños, las niñas y sus derechos del instituto InterAméricano del niño (OEA).
- Facundo cuenta (Contigo)

## Libros publicados
- El miedo a la luz mala (Segundo  Premio Nacional de Literatura Infantil y Juvenil del MEC- premio compartido con Malí Guzmán, 2000)
- Un real y medio (adaptación de la retahíla tradicional), El mandado del tatú y Un misterio para el topo (Premio Bartolomé Hidalgo, 2009).

## Premios
En 2009 la Cámara Uruguaya del Libro otorgó el premio Bartolomé Hidalgo  por el cuento "Un misterio para el topo" en 2009.